# Lellingeria
Lellingeria är ett släkte av stensöteväxter. Lellingeria ingår i familjen Polypodiaceae.

## Dottertaxa tillLellingeria, i alfabetisk ordning[1]
- Lellingeria antillensis
- Lellingeria apiculata
- Lellingeria barbensis
- Lellingeria brasiliensis
- Lellingeria brenesii
- Lellingeria brevistipes
- Lellingeria carrascoensis
- Lellingeria ciliolepis
- Lellingeria depressa
- Lellingeria dissimulans
- Lellingeria epiphytica
- Lellingeria flagellipinnata
- Lellingeria hirsuta
- Lellingeria hombersleyi
- Lellingeria humilis
- Lellingeria isidrensis
- Lellingeria itatimensis
- Lellingeria laxifolia
- Lellingeria longeattenuata
- Lellingeria major
- Lellingeria melanotrichia
- Lellingeria militaris
- Lellingeria obovata
- Lellingeria oreophila
- Lellingeria pendula
- Lellingeria pendulina
- Lellingeria phlegmaria
- Lellingeria pinnata
- Lellingeria pseudocapillaris
- Lellingeria randallii
- Lellingeria shaferi
- Lellingeria simacensis
- Lellingeria sinuosa
- Lellingeria subsessilis
- Lellingeria suprasculpta
- Lellingeria suspensa
- Lellingeria tamandarei
- Lellingeria tenuicula
- Lellingeria tmesipteris
- Lellingeria tunguraguae
- Lellingeria vargasiana